# Христо Бонин
Христо Иванов Бонин (роден на 1 януари 1970 г.) е български актьор.

## Ранен живот
Завършва актьорско майсторство за драматичен театър в НАТФИЗ „Кръстьо Сарафов“ през 1995 г. при проф. Димитрина Гюрова и проф. Пламен Марков.

## Кариера в театъра
От завършването си до 2012 г. Бонин е на щат в Пазарджишкия театър. Играе и в Нов драматичен театър „Сълза и смях“, Театър „Мелпомена“, Драматично-куклен театър „Иван Радоев“, Драматичен театър „Боян Дановски“, Сатиричен театър „Алеко Константинов“, Младежки театър „Николай Бинев“, Театър 199, Малък градски театър „Зад канала“ и Театрална работилница „Сфумато“.
През 2010 г. получава номинация за „Аскеер“ в категория „Водеща мъжка роля“ за ролята на Мъжът в „Нирвана“.

## Кариера на озвучаващ актьор
Бонин се занимава и с озвучаване на филми и сериали от средата на 90-те години. Взима участия в дублажните студия БНТ, bTV, „Александра Аудио“, „Доли Медия Студио“, „Андарта Студио“, „Про Филмс“, „Мависта Студио“, „Имидж Продъкшън“ „Медиа Линк“, „Ви Ем Ес“, „Саунд Сити Студио“ и други.
| Актьор                 | Заглавия | Роли                                                        |
| ---------------------- | --- | ----------------------------------------------------------- |
| Алек Болдуин           | Острието (дублаж на Медиа Линк) Купон с Дик и Джейн (дублаж на Андарта Студио)                                                                                         | Робърт Грийн Джак Маккалистър                               |
| Алън Рикман            | Хари Потър и Даровете на Смъртта: Първа част Хари Потър и Даровете на Смъртта: Втора част Гамбит                                                                       | Сивиръс Снейп Лорд Лайънъл Шабандар                         |
| Денис Лиъри            | Разрушителят (първи дублаж на БНТ) Спаси ме (дублаж на Александра Аудио)                                                                                               | Едгар Френдли Томас „Томи“ Гавин                            |
| Джес Харнел            | Тазмания (дублаж на Медиа Линк) 7 Д | Певец на началната песен Грим                               |
| Джеф Бенет             | Скуби-Ду! Мистерия ООД Легендата за Кора (дублаж на TV7, в един епизод е Симеон Владов)                                                                                | „Грозния“ Гари Широ Шиноби                                  |
| Джон Димаджо           | Батман (дублаж на Александра Аудио) Батман: Смели и дръзки (дублаж на студио 1+1) Бен 10: Ултра-извънземен                                                             | Мъгси Аквамен и Горила Грод Полковник Роузъм                |
| Донал Глийсън          | Хари Потър и Даровете на Смъртта: Първа част Хари Потър и Даровете на Смъртта: Втора част                                                                              | Бил Уизли                                                   |
| Дуейн Джонсън          | Хана Монтана Трансформърс: Прайм (дублаж на TV7) | Себе си Клифджъмпър                                         |
| Еди Мърфи              | Златното дете Боуфингър (дублаж на Медиа Линк) | Чандлър Джарел Кит Рамзи и Джифренсън „Джиф“ Рамзи          |
| Зандър Бъркли          | Кости Невероятният Спайдър-Мен (дублаж на bTV) | Д-р Банкрофт Куентин Бек / Мистерио                         |
| Карлос Алазраки        | Кръстници вълшебници В групата съм Бънсен е звяр | Дензъл Крокър и Хуандисимо Бари Рока Дензъл Крокър          |
| Кевин Конрой           | Батман: Анимационният сериал (дублаж на Александра Аудио) Новите приключения на Батман                                                                                 | Брус Уейн/Батман                                            |
| Кевин Майкъл Ричардсън | Лигата на справедливостта (дублаж на Медиа Линк) Кръстници вълшебници (след пети сезон)                                                                                | Генерал Уелс Дарт Лейзър                                    |
| Кланси Браун           | Животът и приключенията на Джунипър Лий (дублаж на 1+1) Аватар: Повелителят на четирите стихии Батман (дублаж на bTV) Трансформърс: Прайм (дублаж на TV7)              | Лекс Лутор Лонг Фенг Лекс Лутор Сайлъс                      |
| Лорънс Фишбърн         | Матрицата (дублаж на Андарта Студио) Матрицата: Презареждане (дублаж на Андарта Студио) Матрицата: Революции (дублаж на Андарта Студио)                                | Морфей                                                      |
| Майкъл Айрънсайд       | Следващото карате хлапе (дублаж на студио Тайтъл Бе-Ге) Новите приключения на Батман                                                                                   | Полковник Пол Дюган Батман от 80-те                         |
| Майкъл Гамбън          | Хари Потър и Даровете на Смъртта: Първа част Хари Потър и Даровете на Смъртта: Втора част                                                                              | Албус Дъмбълдор                                             |
| Майкъл Кларк Дънкан    | Агент в оставка Кости | Мърдок Лио Нокс                                             |
| Марк Уордън            | Върховни отмъстители Върховни отмъстители 2 | Тони Старк/Железния човек                                   |
| Марк Хамил             | Скуби-Ду и извънземното нашествие (дублаж на Александра Аудио) Йосиф: Господарят на сънищата Лигата на справедливостта Аватар: Повелителят на четирите стихии          | Стийв Юда Соломон Грънди Озай, господарят на огъня          |
| Матю Макконъхи         | Братята Нютън Златна възможност Убиецът Джо Ела, изпей! (дублаж на Александра Аудио) Ела, изпей! 2                                                                     | Уилис Нютън Бен „Фин“ Финиган „Убиеца“ Джо Купър Бъстър Мун |
| Матю Пери              | Почти герои Танго за трима | Лесли Едуардс Оскар Новак                                   |
| Морис ЛаМарш           | Тазмания (дублаж на Медиа Линк) Скуби-Ду: Арабски нощи (дублаж на Александра Аудио)                                                                                    | Хю Тасманийски дявол Циклоп                                 |
| Оуен Уилсън            | Запознай се с нашите (дублаж на VMS) Запознай ме с вашите (дублаж на VMS)                                                                                              | Кевин Роули                                                 |
| Рино Романо            | Батман (дублаж на Александра Аудио) Стюарт Литъл 3: Зовът на дивото | Брус Уейн/Батман Монти                                      |
| Скот Уайнгър           | Пълна къща Аладин (дублаж на Медиа Линк) | Стийв Хейл Аладин                                           |
| Тоби Магуайър          | Спайдър-Мен (дублаж на bTV) Спайдър-Мен 2 (дублаж на bTV) Спайдър-Мен 3 (дублаж на bTV)                                                                                | Питър Паркър/Спайдър-Мен                                    |
| Том Кейн               | Ким Суперплюс Легендата за Кора (дублаж на TV7) Реактивните момичета (сериал, 2016)                                                                                    | Жури Съдия Хота Професор Утоний                             |
| Том Кени               | Реактивните момичета (дублаж на Александра Аудио) Реактивните момичета (сериал, 2016) (в някои епизоди е Константин Лунгов) Батман срещу Дракула                       | Разказвач Озуолд Кобълпот/Пингвина                          |
| Том Ханкс              | Доброволци Полярен експрес (дублаж на Александра Аудио) Семейство Симпсън: Филмът                                                                                      | Лорънс Борн III Разказвачът и Бездомникът Себе си           |
| Уил Уитън              | Бен 10: Извънземна сила Бен 10: Ултра-извънземен | Майк Яркозвезден                                            |
| Фил Ламар              | Лигата на справедливостта (дублаж на Медиа Линк) Лигата на справедливостта без граници (дублаж на Медиа Линк) Междузвездни войни: Войните на клонираните Младежка лига | Джон Стюарт/Зеления фенер Сенатор Бейл Органа Аквамен       |
| Франк Уелкър           | Инспектор Гаджет спасява Коледа Скуби-Ду! Мистерия ООД (в сезон 2 е Николай Пърлев) Трансформърс: Прайм (дублаж на TV7)                                                | Д-р Клоу Барти Блейк Мегатрон                               |
| Хю Джакман             | Весели крачета Затворници Търсенето на Линк | Мемфрис Келър Довър Сър Лайнъл Форест                       |
| Хю Лори                | Храбрият гълъб Тайните служби на Дядо Коледа | Командир Гътси Стивън „Стийв“ Клаус                         |
| Хюго Уивинг            | Матрицата (дублаж на Андарта Студио) Матрицата: Презареждане (дублаж на Андарта Студио) Матрицата: Революции (дублаж на Андарта Студио)                                | Агент Смит                                                  |
| Чарли Хънам            | Синове на анархията Огненият пръстен | Джаксън „Джакс“ Телър Райли Бекет                           |

## Личен живот
Женен е за актрисата Светлана Бонин, с която имат четири деца.

## Филмография
- „Откъснати цветя“ (2017)[4]
- „Връзки“ (2015) – Продуцент
- „Столичани в повече“ (2012)
- „Ярост“ (2002) – санитар
- Mindstorm (2001) – Пилот
- „Каталии“ (2001)